# Gabriella Pession

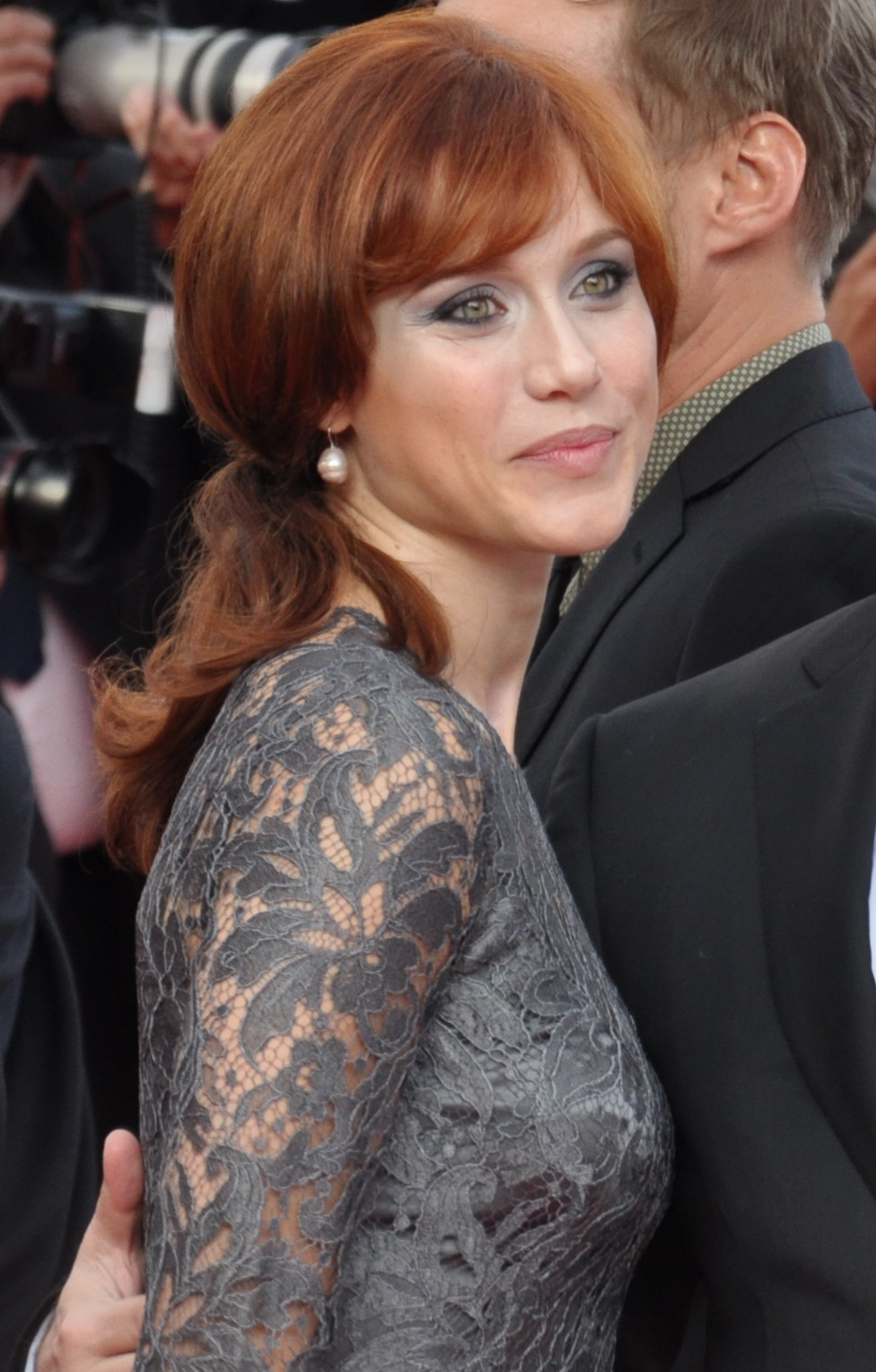
Gabriella Pession (2013)

Gabriella Pession (* 2. November 1977 in Daytona Beach, Florida) ist eine amerikanisch-italienische Schauspielerin. In Deutschland ist Pession besonders bekannt für ihre Rolle als Eva Vittoria in der Serie Crossing Lines.

## Leben
Gabriella Pession lebte bis zu ihrem siebten Lebensjahr in den Vereinigten Staaten. Anschließend zog sie mit ihrer Familie nach Italien. Neben ihrer Schulausbildung trainierte sie mit dem italienischen Eislauf-Team und nahm an zahlreichen internationalen Wettbewerben teil. Außerdem hatte sie einige Ballettkurse am Kirov Theater (heute: Mariinski-Theater) in St. Petersburg. Ihre Sportkarriere wurde durch einen Unfall im Alter von 15 Jahren beendet.
Nach ihrer Schulzeit besuchte sie die University of Shafston in Brisbane, Australien. Ihre Studien der Philosophie und Liberal Arts setzte sie an der Universität Mailand fort. Neben ihrem Studium begann sie zu schauspielern. Ihre erste große Rolle hatte sie im Fernsehfilm Amiche Davvero. Sie zog nach Rom und setzte dort ihre Schauspielkarriere fort. Die erste Hauptrolle hatte sie im Film Ferdinando e Carolina, bei dem sie Maria Karolina von Österreich spielte. Regisseurin Lina Wertmüller besetzte sie unter anderem in einer Theaterversion von Liebe und Anarchie.
In den USA spielte sie die Rolle der Salome im Fernsehfilm Die Bibel – Jesus. Sie drehte neben Italien und in den Vereinigten Staaten außerdem in Spanien, unter anderem den Film Las 3 Rosas und  Mejor que nunca. In Italien ist sie der Star der Fernsehserien Capri und Capri 2. Für ihre Rolle dort erhielt sie 2008 den Preis als beste Darstellerin beim Roma Fiction Fest.
Bekannt wurde sie in Deutschland vor allem durch ihre Rolle in der Fernsehserie Crossing Lines.

## Privatleben
Gabriella Pession ist seit 2012 mit Richard Flood, ihrem Schauspielkollegen aus Crossing Lines liiert. Das Paar hat ein gemeinsames Kind und ist seit 2016 verheiratet.

## Theater
- 1998: La verità vi prego sull'amore
- 2002–2003: Storia d'amore e d'anarchia (Theaterfassung von Liebe und Anarchie)

## Filmografie (Auswahl)

### Film
- 1997: Fireworks (Fuochi d'artificio)
- 1998: Amiche davvero!!
- 1999: Die Bibel – Jesus (Jesus)
- 1999: Ferdinando e Carolina
- 1999: Il pesce innamorato
- 2001: La verità, vi prego, sull'Amore
- 2002: Operazione Rosmarino
- 2003: Enzo Ferrari – Der Film (Enzo Ferrari)
- 2004: L’Amore è eterno finché dura
- 2005: L’uomo perfetto
- 2005: Il Grande Torino
- 2007: Milano Palermo – Il ritorno
- 2007: Las 13 rosas
- 2007: Graffio di tigre
- 2008: Mejor que nunca
- 2009: Oggi Sposi
- 2009: Mannaggia alla miseria
- 2009: Lo smemorato di Collegno
- 2010: L’Ultimo gattopardo: Ritratto di Goffredo Lombardo
- 2011: Ex – Amici come prima!
- 2011: Dove la trovi una come me?
- 2012: Cesare Mori – Il prefetto di ferro
- 2016: L’amore rubato
- 2018: Se son rose
- 2023: Da domani mi alzo tardi
- 2023: Una commedia pericolosa
- 2023: La seconda chance

### Fernsehserien
- 1999: Fine secolo (5 Episoden)
- 2000: Don Matteo (Episode 3x07)
- 2004–2006: Orgoglio (39 Episoden)
- 2005–2007: Il Capitano (9 Episoden)
- 2006–2008: Capri (37 Episoden)
- 2011–2013: Rossella (12 Episoden)
- 2011: Wilfred (Episode 1x12)
- 2013–2014: Crossing Lines (22 Episoden)
- 2016: Il sistema (2 Episoden)
- 2017–2023: La porta rossa (26 Episoden)
- 2019: Oltre la soglia (4 Episoden)
- 2019: Seattle Firefighters – Die jungen Helden (Station 19, 2 Episoden)
- 2022–2024: Tell Me Lies (10 Episoden)
- 2024: Those About to Die (10 Episoden)
- 2024: Le Comte de Monte-Cristo (8 Episoden)